# Lac Pyykösjärvi
Le lac Pyykösjärvi (en finnois : Pyykösjärvi, est un lac finlandais situé à Oulu.

## Géographie
Le lac a une superficie de 1,46 km2. 
Il se trouve dans les quartiers de Linnanmaa, Pyykösjärvi et Kaijonharju à Oulu.